# Акунья, Хавьер
Ка́рлос Хавье́р Аку́нья (исп. Carlos Javier Acuña Caballero; 23 июня 1988) — парагвайский футболист, нападающий.

## Биография

### Клубная карьера
Хавьер Акунья является воспитанником парагвайского клуба «22 сентября», в 2002 году стал игроком «Олимпии».
Через два года парагваец перешёл в испанский «Кадис» в котором играл с 2006 по 2008 год. В 2008 году выступал фарм-клубом мадридского «Реала». В 2010 году перешел на правах аренды в «Рекреативо».
Через год отправился в аренду в команду сегунды «Жирона», в составе которой провёл 2 года, выступив в 55 матчах и забив 22 гола. В 2013 году заключил контракт с английским клубом «Уотфорд» на 3 года, а зимой на правах аренды перешёл в команду высшей лиги Испании «Осасуна».

### Карьера в сборной
В 2004 году вызывался в сборную Парагвая до 17 лет, которой помог выиграть Чемпионат U-16 Южной Америки.
Через 3 года вновь был вызван в сборную, на этот раз в сборную до 20 лет.